# 日経スペシャル 60秒で学べるNews
『日経スペシャル 60秒で学べるNews』（にっけいスペシャル 60びょうでまなべるニュース）はテレビ東京系列 (TXN) で2022年（令和4年）10月19日から2024年（令和6年）3月6日までレギュラー放送されていたニュース風解説バラエティー番組。2022年5月14日には、パイロット版である『60秒でわかるニュース』を放送した。レギュラー初回は10分拡大して放送。

## 概説
2002年4月スタートの『ガイアの夜明け』、2006年4月スタートの『カンブリア宮殿』、2011年11月から2019年9月まで放送されていた『未来世紀ジパング〜沸騰現場の経済学〜』に続く、テレビ東京ホールディングスの筆頭株主・日本経済新聞社協力の地上波番組『日経スペシャル』第4弾。放送時間は、毎週水曜午後9時から54分間（初回は10分拡大）。そのため、この時間で放送していた『家、ついて行ってイイですか?』は、『日曜ビッグバラエティ』を60分縮小した上で日曜20時枠へ移動。
司会には俳優・タレントのウエンツ瑛士を、アシスタントにはテレビ東京アナウンサーで、『ワールドビジネスサテライト』（本番組の終了直後に放送される経済報道番組）『モヤモヤさまぁ〜ず2』などでおなじみの田中瞳をそれぞれ起用。なお、ウエンツは情報・報道番組のメインMCを務めるのは本番組が初となる（コメンテーターとしては過去に『サキヨミLIVE』や『スッキリ（火曜）』などがある。また『スッキリ』のメインMC・加藤浩次の不在時に限り、MC代行を務めた経験はある）。
この番組では、ウエンツ・田中の他、制作を担当する部署である報道局の名物記者（篠原裕明、豊島晋作など）が60秒でニュースを解説する。それに先立ち、テレビ東京では2022年5月14日（土曜）午後枠にて『60秒でわかるニュース』と題してパイロット版を放送。司会・アシスタントも、レギュラー版同様、ウエンツ・田中のコンビである。

## 出演者

### MC
- ウエンツ瑛士

### 進行
- 田中瞳（テレビ東京アナウンサー）

## 放送
| 放送期間 | 放送時間                                                                    | 放送局         | 対象地域       |
| --- | --------------------------------------------------------------------------- | -------------- | -------------- |
| 2022年10月19日 - 2024年3月6日                                                                                         | 水曜 21:00 - 21:54                                                          | テレビ東京     | 関東広域圏     |
| |                                                                             | テレビ北海道   | 北海道         |
| |                                                                             | テレビ愛知     | 愛知県         |
| |                                                                             | テレビ大阪     | 大阪府         |
| |                                                                             | テレビせとうち | 岡山県・香川県 |
| |                                                                             | TVQ九州放送    | 福岡県         |
| |                                                                             | 岐阜放送       | 岐阜県         |
| |                                                                             | びわ湖放送     | 滋賀県         |
| |                                                                             | 奈良テレビ     | 奈良県         |
| |                                                                             | テレビ和歌山   | 和歌山県       |
| 2023年4月1日 - 2023年6月24日 2023年7月18日 - 2023年10月31日 2023年11月6日 - 2024年2月26日 2024年3月7日 - 2024年4月4日 | 土曜 10:30 - 11:25 火曜 10:20 - 11:15 月曜 10:20 - 11:15 木曜 15:20 - 16:15 | 琉球朝日放送   | 沖縄県         |
| テレビ東京系列および同時ネット局では字幕放送を実施。                                                                  |                                                                             |                |                |

## スタッフ
- ナレーター - 中井和哉【毎週】、山口由里子、かかずゆみ、山崎和佳奈、津田美波、片渕茜・相内優香・中原みなみ（テレビ東京アナウンサー）【週替り】
- ボイスオーバー - 青二プロダクション
- 構成 - 高野健生、オグロテツロウ【週替り】
- TD - 木塚裕紀【週替り】
- TD/SW - 松井光太郎、末永尚享【週替り】
- TD/撮影 - 髙橋瑠平【週替り】
- TD/音声 - 神田あやめ、小森真美【週替り】
- TD/VE - 田尾温子【週替り】（以前は映像）
- 撮影 - 片柳悠、湯浅幸司、平本慎、徳織雅彦、藤本茂樹、小張雄三、岩田茂樹【週替り】
- 映像 - 宮前早智、三浦宏一、森隆太、小出一貴、持塚浩司、杉山博紀、佐久間元貴【週替り】
- 音声 - 門脇茂誠、北原悟、星川真視、本田宏文【週替り】
- 照明 - 藤谷直之、翁美希子、古川雅士【週替り】
- ロゴ・CG - 奥田真也
- 美術デザイン - 小野清菜
- 美術進行 - 津坂宗紀
- 模型デザイン - 植松淳、ジバ総合美術工房
- スタイリスト - 伊達めぐみ、作山直紀【週替り】
- メイク - 豊福浩一、田中誠太郎、田原よしたか【週替り】、山田かつら【毎週】
- カメラ - BULL BULL 神保卓也、矢鳴裕二、佐藤力、山森義明、瀬野剛一、石黒裕一、西陽大、エイチ・ビー・シー、フレックス、ティ・ピー・ブレーン、中村智信、丸山宗広、田上良一、小柴健嗣、下山繁紀、タイムリー、鈴木功、江藤翔太、木塚慶、依田信彦、小口瑞希、植苗義貴、西山和哉、岡田はな、サム・ツァン、長沼俊文、石黒晋作、伴戸弘樹、湯浅幸司、中道勇然、東裕太、ビデオウイング、為谷純、岡本薫、横井瑛、板村伸太郎、ノースメディア、広岡猛、尾嵜絵里、トム・シーザー、ジェーピーエヌ、齊木哲也、丸山千晴、河渕準平、神山尚之、井上裕太、石川健治、中田毅、岡戸智哉、大手洋行、黄涛、山代泰司【週替り】
- リサーチ - 張書彬、張月
- 音効 - ZACK
- オフライン編集 - 久保剛、近藤圭、渡辺康介、川村周平、土屋大輔、滋田時生、矢吹雅弥、森山靖史、斉藤和彦、若山友也、岩崎伸夫、菅原渉、伊東正寿、渡辺雅文、渡辺拓也、松山圭介、山下博【不定期】
- スタジオFD - テレビジョンフィールド【週替り】
- スタジオFD/制作協力 - ダイナマイトレボリューションカンパニー【週替り】
- 編集 - 佃豪人
- MA - 大矢研二、武田明賢【週替り】
- 美術協力 - テレビ東京アート
- 技術協力 - テクノマックス、TXCOM
- 番組宣伝 - 佐藤祐紀（テレビ東京）
- デスク - 山田朋美（テレビ東京）
- AP - 中嶋希理子【毎週】、衛藤彩奈【週替り】
- AD - 藤生武秀、齋藤佑香、中野友貴、小山柊平、岡田紗愛、八十島正、服部翔、時枝杏名、齋藤真帆、浅沼蒼、渡邊桃華、中村千紘、小野玲恵香、渡邊万梨乃、中村優希【週替り】
- ディレクター - 樽見近工、岸憲人、布施美那、中村航、吉田京平、渡辺伸、進藤譲、片岡大地、石原威、間マサムネ、加賀祐太、橋爪舞、花岡昌平、佐藤真人、山口航大、権田智子、太田瑞奈、高橋竜也、大江伸也、張雅戞、真船潤、岩城千織、澤村耕太郎、ライアン・マキューン、鈴木芽衣、堀川美由希、中村亮介、久佐賀浩之、伊原雄樹、石川巧、立花剛、坂井田淳、奥住洸介、橋爪みなみ、ダニエル・ボイド、日高康弘、小泉雅英、手塚悠太、水野潤、杉浦啓佑、菅野陽平、中島賢一【週替り】
- AD/ディレクター - 佐野勇樹【週替り、回によって異なる】（以前は毎週AD）
- 演出/ディレクター：清川玲奈、山本康平、坂本透、石井辰之介、流石英昭【週替り、回によって異なる】
- 演出 - 千葉隆弥、宮城達也、前田朗光【週替り】
- プロデューサー - 齋藤智礼、滝田務、小泉哲朗、金山円、小山紘、山本充、小川和暢、内藤陽一、小林史憲【週替り】
- チーフプロデューサー - 清水昇（テレビ東京）
- 制作協力 - トップシーン、日経映像、エレファント社、カスタム【週替り】
- 製作著作 - テレビ東京

### 過去のスタッフ
- 編集 - 鈴木聡